# Partido Socialista Independiente (Países Bajos)
El Partido Socialista Independiente (en neerlandés: Onafhankelijke Socialistische Partij, OSP) fue un partido político socialrevolucionario de los Países Bajos activo entre 1932 y 1935.

## Historia
El partido fue fundado por un grupo centrado en Jacques de Kadt y Piet J. Schmidt el 28 de marzo de 1932. El grupo se separó del Partido Socialdemócrata de los Trabajadores (SDAP) por un conflicto derivado de la prohibición de una publicación de la oposición interna del partido, De Fakkel. Debido a este hecho, la oposición más izquierdista dejó el partido. Se presentó a las elecciones de 1933, en que consiguió 27 000 votos, cerca de obtener un escaño. En 1935 el partido se unió con el Partido Socialista Revolucionario (RSP), con que formó el Partido Socialista Revolucionario de los Trabajadores (RSAP).

## Ideología
El OSP era un partido socialrevolucionario marxista ortodoxo, que se oponía tanto al estalinismo del Partido Comunista de los Países Bajos (CPN) como al reformismo moderado del Partido Socialdemócrata de los Trabajadores. El objetivo principal del partido era la revolución proletaria mundial, que reemplazaría el sistema capitalista por uno de consejos obreros. Esto resultaría en la implementación de una sociedad comunista en que la desigualdad, la explotación y las clases sociales serían eliminadas. Sus votantes eran en su mayoría intelectuales de izquierda y obreros cualificados de las grandes ciudades.

## Organización
El partido tenía una fuerte base de jóvenes militantes, unidos en la Liga de la Juventud Socialista  (Socialisties Jeugdverbond, SJV). La revista del partido era De Fakkel ("La Antorcha"), por la que realmente se creó la fractura entre el OSP y el SDAP. La Liga de la Juventud Socialista estaba afiliada a la Oficina Internacional de Organizaciones de Juventud Revolucionarias.

## Relaciones con otros partidos
El OSP fue deslumbrado por otros partidos de izquierda debido a su fuerte oposición al SDAP y al CPN. Su cooperación con el pequeño RSP redundaría en su unión final en 1935 en el RSAP.

## Similitudes internacionales
El OSP es comparable a otros partidos marxistas ortodoxos escindidos de partidos socialdemócratas, como el Partido Socialdemócrata Independiente de Alemania.